# 1930 en sport

Cet article présente les faits marquants de l'année 1930 en sport.

## Automobile
- Le Français Hector Petit remporte le Rallye automobile Monte-Carlo sur une Licorne.
- 24 heures du Mans : Bentley Motors gagne les 24H avec les pilotes Woolf Barnato et Glen Kidston.

## Baseball
- Les Philadelphia Athletics remportent le World Series face aux Cardinals de Saint-Louis.
- Hack Wilson établit le record des ligues majeures avec 191 points produits et le record de la ligue nationale avec 56 coups de circuit.

## Basket-ball
- Le Foyer Alsacien Mulhouse champion de France.

## Boxe
- 12 juin : Max Schmeling devient champion du monde des poids lourds en battant Jack Sharkey par disqualification au 4e round à New York.

## Cyclisme
- Le Belge Julien Vervaecke s’impose sur le Paris-Roubaix.
- 2 juillet - 27 juillet, Tour de France : le Français André Leducq s’impose devant l’Italien Learco Guerra et le Français Antonin Magne.
  - Article détaillé : Tour de France 1930
- L’Italien Alfredo Binda s’impose sur le Championnat du monde sur route de course en ligne.

## Football
- 2 février : Boca Juniors est champion d'Argentine.
- Les Rangers sont champions d’Écosse.
- 12 avril : les Rangers et Partick Thistle FC font match nul en finale de la Coupe d'Écosse. Match à rejouer.
- 16 avril : les Rangers remportent la Coupe d’Écosse face à Partick Thistle FC, 2-1.
- Sheffield Wednesday FC est champion d’Angleterre.
- 26 avril : Arsenal remporte la Coupe d’Angleterre face à Huddersfield Town FC, 2-0.
- 27 avril : le FC Sète remporte la Coupe de France face au RC France, 3-1.
- Athletic Bilbao remporte le Championnat d’Espagne.
- Le Cercle de Bruges est champion de Belgique.
- 25 mai : le Rapid de Vienne est champion d'Autriche.
- 25 mai : le Servette de Genève est champion de Suisse.
- 1er juin : l'Athletic Bilbao remporte la Coupe d’Espagne face au Real Madrid, 3-2.
- 22 juin : Hertha BSC Berlin est champion d’Allemagne.
- 29 juin : l'Inter Milan est champion d’Italie.
- 13 juillet : ouverture de la première édition de la Coupe du monde avec une victoire de l'équipe de France face à l'équipe du Mexique, 4-1. Le Français Lucien Laurent marque le premier but de l'histoire de la compétition.
- 30 juillet : l'équipe d'Uruguay remporte la première Coupe du Monde de Football en s'imposant 4-2 en finale face à l'équipe d'Argentine.
  - Article détaillé : : Coupe du monde de football 1930
  - Article détaillé : : 1930 en football

## Football américain
- Green Bay Packers champion de la National Football League. Article détaillé : Saison NFL 1930.

## Football canadien
- Coupe Grey : Balmy Beach de Toronto 11, Roughriders de Regina 6.

## Golf
- L’Américain Bobby Jones remporte le British Open.
- L’Américain Bobby Jones remporte l’US Open.
- L’Américain Tommy Armour remporte le tournoi de l’USPGA.

## Hockey sur glace
- Les Canadiens de Montréal remportent la Coupe Stanley.
- Chamonix champion de France.
- Le Canada remporte le championnat du monde.
- HC Davos champion de Suisse.

## Joute nautique
- André Balthazard (dit le barquier) remporte le Grand Prix de la Saint-Louis à Sète.

## Moto
- Bol d'or : le Français Pierre Debaisieux gagne sur une Monet-Goyon.

## Rugby à XV
- L’Angleterre remporte le Tournoi.
- Agen est champion de France.
- Le Gloucestershire champion d’Angleterre des comtés.
- Wellington champion de Nouvelle-Zélande des provinces.

## Tennis
- Tournoi de Roland-Garros :
  - Le Français Henri Cochet s’impose en simple hommes.
  - L’Américaine Helen Wills s’impose en simple femmes.
- Tournoi de Wimbledon :
  - L’Américain Bill Tilden s’impose en simple hommes.
  - L’Américaine Helen Wills s’impose en simple femmes.
- championnat des États-Unis :
  - L’Américain John Doeg s’impose en simple hommes.
  - La Britannique Betty Nuthall s’impose en simple femmes.
- Coupe Davis : l'équipe de France bat celle des États-Unis : 4 - 1.

## Naissances
- 21 janvier : John Campbell-Jones, coureur automobile britannique.
- 25 janvier : Heinz Schiller, pilote automobile suisse. († 23 mars 2007).
- 31 janvier : Joakim Bonnier, coureur automobile suédois de Formule 1, ayant disputé 104 Grand Prix de 1956 à 1971. († 11 juin 1972).
- 1er mars : Gastone Nencini, coureur cycliste italien. († 1er février 1980)
- 20 mars : Chuck Darling, joueur de basket-ball américain, champion olympique aux Jeux de Melbourne en 1956.
- 11 mai : Henri Courtine, judoka français.
- 16 juin : Werner Arnold, coureur cycliste suisse. († 1er février 2005).
- 22 juin :
  - Walter Bonatti, alpiniste italien. († 13 septembre 2011).
  - René Dereuddre, footballeur français. († 16 avril 2008).
- 12 juillet : Célestin Oliver, footballeur, puis entraîneur français. († 5 juin 2011).
- 15 juillet : Vladimir Kuzin, skieur de fond soviétique, champion olympique du relaix 4 × 10 km (1956). († 5 octobre 2007).
- 21 juillet : Earl Reibel, joueur canadien de hockey sur glace. († 3 janvier 2007).
- 30 juillet : Thijs Roks, coureur cycliste néerlandais († 7 février 2007).
- 5 août : Richie Ginther, pilote automobile américain, ayant disputé 52 GP de Formule 1 de 1960 à 1966, († 20 septembre 1989).
- 22 août : Gilmar, footballeur brésilien. († 25 août 2013).
- 27 août : Gholamreza Takhti, lutteur iranien († 7 juin 1968).
- 10 septembre : Bill Perry, footballeur sud-africain, joueur légendaire de Blackpool dans les années 1950. († 27 septembre 2007).
- 29 septembre :
  - Lucien Mias, joueur de rugby à XV français. († 13 mai 2024).
  - Jean Vincent, footballeur français. († 13 août 2013).
- 6 octobre : Richie Benaud, joueur de cricket australien.
- 29 octobre : Bernie Ecclestone, ancien directeur d'une écurie de F1, devenu le grand organisateur de la Formule 1.
- 14 décembre : Suzanne Morrow, patineuse artistique canadienne. († 11 juin 2006).

## Décès
- 20 août : Charles Bannerman, 81 ans, joueur de cricket australien. (° 3 juillet 1851).